# Justo Policarpo Villar
Justo Policarpo Villar (Curuzú Cuatiá, 10 de noviembre de 1902-Goya, Argentina; 31 de octubre de 1970) fue un político, docente y abogado argentino. Fue ministro de Obras y Servicios Públicos y luego ministro de Defensa Nacional bajo el gobierno de Arturo Frondizi. Previamente esto, fue elegido en 1946 vicegobernador de Corrientes secundado la fórmula de Blas Benjamín de la Vega.

## Biografía
Villar nació el 10 de noviembre de 1902 en Curuzú Cuatiá, en la provincia de Corrientes, hijo de José Policarpo Villar y María Agustina Botello. Villar pasó su niñez en el  paraje de "Pago Largo" que perteneciera a su abuelo. Educado en su ciudad natal, egresado bachiller del colegio Nacional de Concepción del Uruguay y de la Facultad de Derecho de la Universidad Nacional de La Plata
Se casó con Laura María Balbuena y fueron sus hijos Teresita Agustina de Balestra, José Gerardo, Justo Domingo Félix, Juan Antonio Florencio y Laura María Magdalena de Alsina.
Villar murió el 31 de octubre de 1970, justo antes de cumplir los 68 años, en Goya.

### Vida profesional
Villar fue abogado del Banco Hipotecario Nacional de 1928-1930, presidente del Colegio de Abogados de Goya. Del 29 de mayo de 1946 al 11 de septiembre de 1947, Justo Policarpo Villar fue vicegobernador de la provincia de Corrientes, bajo el mandato de Blas Benjamín de la Vega.
Fue varias veces presidente del comité Radical de Goya y de la Provincia. Dueño de cuatro periódicos en Goya: en 1930, El Momento, que fue cerrado en 1940. En 1945, La Palabra, y en 1947 El Intransigente y La Voz Correntina.
Villar formó parte del gabinete del presidente Arturo Frondizi, como ministro de Obras y Servicios Públicos del 18 de junio de 1958 haste el 25 de junio de 1959 y luego como ministro de defensa nacional de junio de 1959 – 26 de marzo de 1962, reemplazando a Gabriel del Mazo.

### Plan Conintes
Durante la presidencia del radical Arturo Frondizi se llevó adelante El Plan Conintes fue utilizado por Frondizi para recurrir a las Fuerzas Armadas en la represión de las huelgas y protestas obreras, las movilizaciones estudiantiles y ciudadanas.El plan se enmarcaba en una doctrina de seguridad nacional que veía a la sociedad como un potencial enemigo, especialmente a través de la identificación de "terroristas", "subversivos" o "infiltrados comunistas". El Plan Militarización de la sociedad implicando a las Fuerzas Armadas para controlar la situación social.  La implementación del plan implicó la suspensión de garantías constitucionales y la restricción de derechos civiles y políticos, lo que permitió la represión de la protesta social y la disidencia política. 
Justo Policarpo Villar fue el encargado de aplicar e el Plan Conintes, durante el cual miles de personas fueron detenidas, condenadas en juicios sumarios  por consejos militares de guerra, y fue aplicada sistemáticamente la tortura. En el mismo marco, decenas de miles de trabajadores de los transportes y servicios fueron incorporados forzadamente al servicio militar y puestos bajo el mando de las fuerzas armadas. Fueron intervenidos sindicatos y clausurados locales partidarios.El plan fue implementado mediante decretos secretos como el Decreto Secreto 9880/1958 y los decretos 2628/1960 y 2639/1960. Se establecieron zonas y subzonas bajo control militar, donde las autoridades militares tenían poder de decisión sobre la población. Se aplicaron a los ciudadanos consejos de guerra para juzgar a los acusados de "terrorismo", lo que implicaba la aplicación de leyes marciales. 
El plan Conintes fue considerado una medida extrema de persecución política llevada a cabo por Frondizi; entre los líderes políticos o sindicales conocidos que fueron "presos Conintes" se encuentran el comunista Rubens Íscaro, peronistas como el sindicalista textil Andrés Framini, el sindicalista metalúrgico José Ignacio Rucci, el abogado laboralista Norberto Centeno, Gustavo Rearte, fundador de la Juventud Peronista, el MRP y el MR-17, Envar El Kadri, Carlos Mendoza (elegido vicegobernador de Mendoza en 1973), el sindicalista ferroviario Lorenzo Pepe, el periodista Luis Elías Sojit y el folclorista paraguayo José Asunción Flores.
El procedimiento sumario aplicado por los consejos de guerra anulaba toda posibilidad de defensa y de cumplimiento de la garantía constitucional a un "juicio justo", ya que los jueces militares que integraban los consejos no eran abogados, los detenidos debían ser obligatoriamente defendidos por un militar que tampoco era abogado, y los plazos eran de tres horas para realizar la defensa y una hora para apelar. Los presos además eran sistemáticamente sometidos a torturas con electricidad, golpes y simulacros de fusilamiento.